# SATOち
SATOち（さとち、本名：高安悟史（たかやす さとし）1979年8月12日 - ）は、日本のロックバンド・MUCCの元ドラマーで現在はパーソナルトレーナー。茨城県水戸市出身。愛称はヤス、さとー等。

## 概要
高校の時、同級生だった逹瑯の誘いもあり以前組んでいたバンドが解散の為、ムックに加入。当初ギタリストを目指していたがギターが難しいといった理由からあまり練習せず中学校からバンドを組んでいた親友と喧嘩になり「おれは、ドラムがやりたい」と半ば無理やりドラムに転向。
しかしながらそれが功を奏しドラムに対してはかなり熱心で、メジャー以降は変則的なドラムプレイも多用している。影響を受けたアーティストは
THE BLUE HEARTS等。
2020年12月2日、オフィシャルサイトにて2021年の春をもってMUCCから脱退することが発表された。
2021年10月3日の茨城・ザ・ヒロサワ・シティ会館公演をもって脱退、およびミュージシャンを引退。同月よりPsycho le CemuのDAISHIが経営するジム「MIRO」でパーソナルトレーナーとして勤務。

## 人物
同じ事務所の先輩バンドであるL'Arc〜en〜Ciel等と交友は深く、「JACK IN THE BOX 2007」ではサポートドラマーを務めた経験もある。
作曲した作品は「前へ」「夕紅」等のアップテンポなものが多い。また『極彩』に収録された「キンセンカ」で初めて作詞を行った。
ドラムセットは年を追うごとにパーツが増えていき、現在はツーバス体制となっている。「歳を取ったらドラムセットはシンプルになるって聞いてたけど、俺の場合増えちゃった」とのことである。
大相撲力士の髙安晃は従兄弟にあたる。

## 書籍

### 連載
- SATOち牛乳（音楽と人）

### 単行本
- SATOち牛乳（2021年4月21日、音楽と人）